# Radeffekt
Der Radeffekt, auch als Schraubeneffekt bezeichnet, ist die Versetzung des Hecks eines Wasserfahrzeuges aufgrund der Drehung des Propellers im Wasser. Dieser Effekt tritt nahezu unabhängig von der Ruderlage auf, so dass er in der Fachliteratur auch als indirekte Steuerwirkung des Propellers bezeichnet wird.
Der Radeffekt ist bei Fahrt voraus nur gering ausgeprägt und nur wenig spürbar. Bei Fahrt achteraus, d. h. bei Rückwärtsfahrt, tritt der Radeffekt dagegen in verstärktem Maß auf. Er kann je nach Schiffstyp und Form des Rumpfes so stark sein, dass das Schiff achteraus trotz hartem Gegenruder einen Bogen entgegen der Ruderlage fährt.
Bei einem rechtsgängigen Propeller versetzt der Radeffekt das Heck bei Fahrt voraus nach Steuerbord, bei einem linksgängigen Propeller nach Backbord. Bei Fahrt achteraus muss unterschieden werden zwischen einem Festpropeller, der die Fahrt achteraus durch Umkehrung der Drehrichtung des Propellers erzeugt, und einem Verstellpropeller, der die Fahrt achteraus durch Umstellen der Propellerblätter erzeugt. Wird ein Festpropeller verwendet, so wird das Heck bei Fahrt achteraus bei einem rechtsgängigen Propeller nach Backbord und bei einem linksgängigen Propeller nach Steuerbord versetzt. Wird hingegen ein Verstellpropeller verwendet, wird das Heck bei Fahrt achteraus in die gleiche Richtung versetzt wie bei Fahrt voraus.

## Ursache des Radeffektes

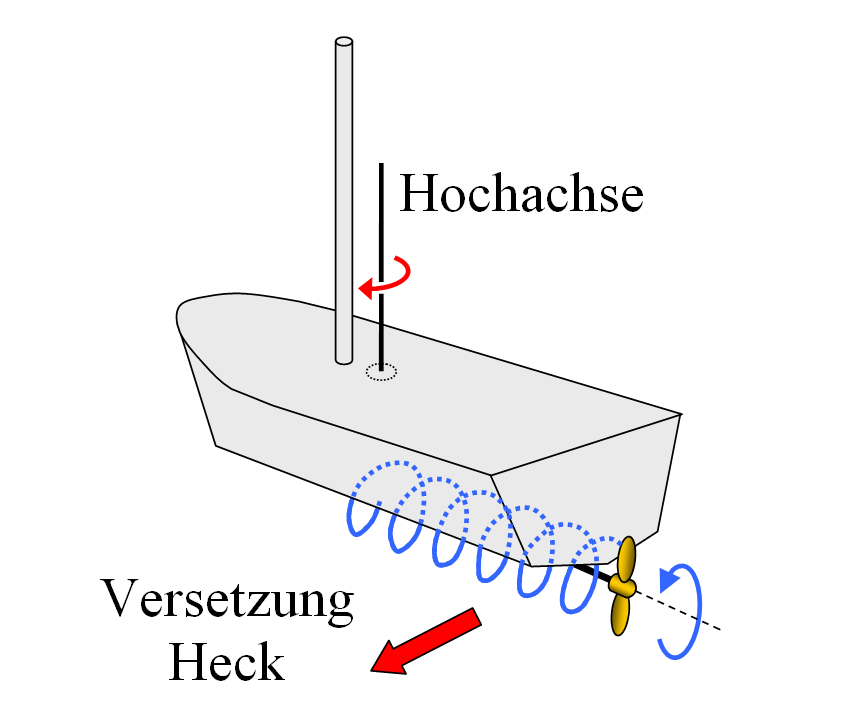
Radeffekt eines im Rückwärtsgang laufenden Propellers

### Beeinflussung des Propellerstrahls durch Schiffsrumpf oder Ruderblatt
Der Propeller erzeugt den zum Vortrieb oder zum Bremsen des Schiffes erforderlichen Schub, indem er das Wasser nach hinten bzw. vorne beschleunigt. Das beschleunigte Wasser wird als Propellerstrahl oder „rotierende Wassersäule“ bezeichnet und hat je nach Wirkung des Propellers einen mehr oder weniger starken Drall.

#### Fahrt achteraus
Bei Fahrt achteraus trifft der Propellerstrahl auf den Rumpf des Schiffes. In der nebenstehenden Abbildung ist dies am Beispiel eines rechtsgängigen Propellers dargestellt, der im Rückwärtsgang gegen den Uhrzeigersinn dreht. Der obere Teil des Propellerstrahls trifft auf die Steuerbordseite (rechte Seite) des Hecks und übt eine nach Backbord (linke Seite) gerichtete Kraft auf das Heck aus. Es wird somit ein Drehmoment um die Schiffshochachse erzeugt und das Heck nach Backbord versetzt. Oder anschaulich ausgedrückt: das auf die Steuerbordseite des Hecks auftreffende Wasser des Propellerstrahls drückt das Heck nach Backbord. Umgekehrt trifft bei einem linksgängigen Propeller, der im Rückwärtsgang im Uhrzeigersinn dreht, der obere Teil des Propellerstrahls auf die Backbordseite des Hecks, so dass das Heck nach Steuerbord versetzt wird. Ursache des Radeffektes bei Fahrt achteraus ist somit der Einfluss des Propellerstrahls auf den Schiffsrumpf, d. h., der Propellerstrahl wird durch den Schiffsrumpf gestört und übt dabei eine Querkraft auf diesen aus. Mit anderen Worten: der rotierende Wasserstrahl übt eine asymmetrische Kraft auf den Schiffsrumpf aus.
Allerdings tritt der Radeffekt bei verschiedenen Schiffen unterschiedlich stark auf, wobei vor allem die Form des vom Propellerstrahl angeströmten Schiffsrumpfes einen wesentlichen Einfluss auf die Stärke des Radeffektes hat.

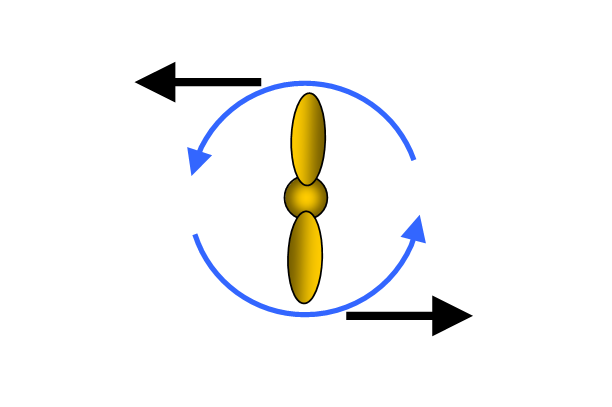
Unbeeinflusste Rotation des Propellers

Zur Erklärung dieses Effektes wird zunächst ein Propellerstrahl betrachtet, der nicht durch einen Rumpf beeinflusst wird. Hierbei hat der gesamte Propellerstrahl einen ausgeglichenen Drehimpuls. Bei einem rechtsgängigen Propeller, der im Rückwärtsgang im Gegenuhrzeigersinn dreht, „schiebt“ die Schaufel im oberen Drehbereich (sog. 12-Uhr-Stellung) das Wasser nach links, die Schaufel im unteren Drehbereich (sog. 6-Uhr-Stellung) nach rechts. Da etwa gleich viel Wasser nach links wie nach rechts „verschoben“ wird, wird der Propeller und damit das Heck weder nach rechts noch nach links versetzt.

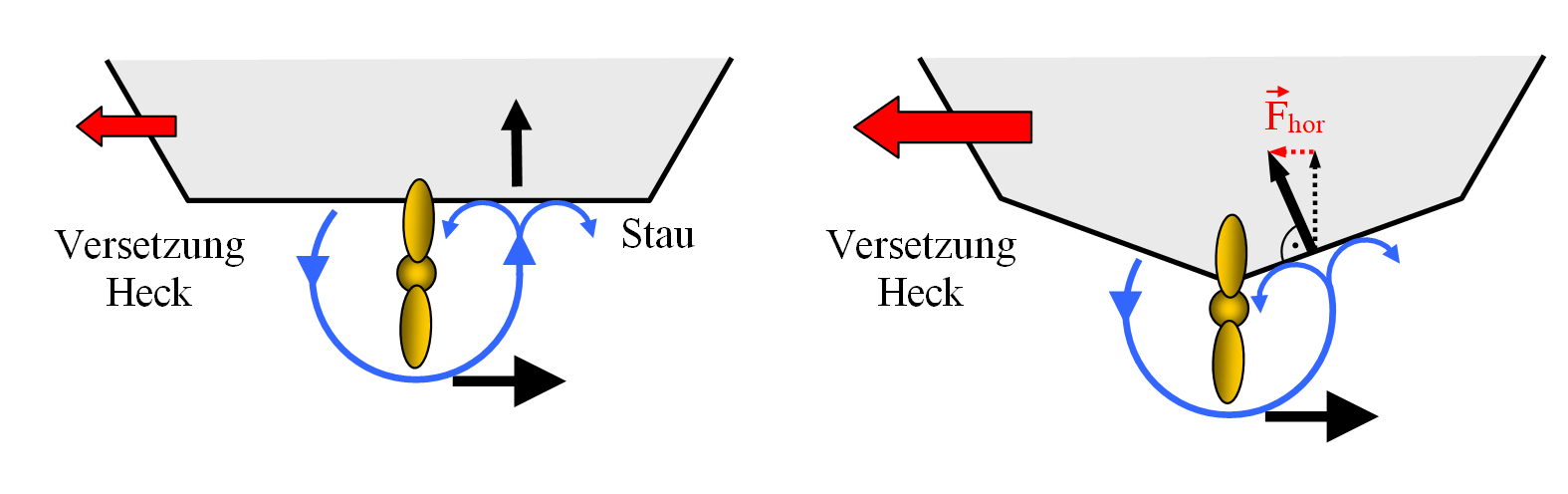
Einfluss des Schiffsrumpfes auf den Radeffekt (Blick von achtern)

Wird nun dieser Propellerstrahl von oben durch einen Schiffsrumpf mit flacher, waagrechter Unterseite beeinflusst, so staut sich das aufsteigende Wasser am Schiffsrumpf. Das Wasser wird nach beiden Seiten nahezu gleichmäßig abgelenkt und übt eine Kraft auf den Schiffsrumpf aus, die nahezu ausschließlich nach oben gerichtet ist und kaum zum Radeffekt beiträgt. Durch den Schiffsrumpf unbeeinflusst bleibt jedoch der untere Bereich des Propellerstrahls, so dass der Propellerstrahl insgesamt Wasser nach rechts verschiebt und damit das Heck nach Backbord (links) versetzt. Trifft der Propellerstrahl hingegen auf einen Schiffsrumpf mit gewölbter Unterseite, staut sich das aufsteigende Wasser an einer geneigten Fläche. Es ergibt sich eine Kraft auf den Schiffsrumpf, die senkrecht auf der geneigten Fläche steht und entsprechend der Neigung der Fläche eine Kraftkomponente {\displaystyle {\vec {F}}_{\text{hor}}} in horizontaler Richtung nach links aufweist. Auf der gegenüber liegenden Seite des Schiffsrumpfes „saugt“ der Propeller das Wasser ab, so dass ein Unterdruck entsteht. Beides zusammen bewirkt, dass das Heck nach Backbord versetzt wird. Zusätzlich wirkt auch hier wieder das im unteren Bereich des Propellerstrahls nach rechts versetzte Wasser. Es addieren sich somit mehrere nach Backbord wirkende Kräfte, so dass sich gegenüber einem Schiffsrumpf mit flacher Unterseite eine Verstärkung des Radeffektes ergibt.
Zusätzlich hat nicht nur die Form des Schiffsrumpfes, sondern auch die Position des Propellers unter dem Schiffsrumpf einen entscheidenden Einfluss auf die Stärke des Radeffektes. So tritt der Radeffekt bei Schiffen mit Saildrive deutlich weniger ausgeprägt in Erscheinung als bei Schiffen mit starrer und geradliniger Antriebswelle. Ursache hierfür ist der Abstand des Propellers von der Schiffshochachse, um die sich das Schiff beim Radeffekt dreht. Denn je näher der Propeller an der Schiffshochachse angebracht ist, desto kleiner ist das Drehmoment des auf den Schiffsrumpf treffenden Propellerstrahls und desto geringer ausgeprägt ist demzufolge der Radeffekt.
Bei einem Schiff mit starrer und geradliniger Antriebswelle ist der Propeller nahe am Ruderblatt und damit weit entfernt von der Schiffshochachse angebracht. Bei Fahrt achteraus „drückt“ somit der Propellerstrahl an einem Druckpunkt mit einem Abstand der Länge {\displaystyle {\vec {r}}_{1}} von der Schiffshochachse gegen den Schiffsrumpf, es ergibt sich ein Drehmoment {\displaystyle {\vec {T}}_{1}}.
Bei einem Schiff mit Saildrive hingegen ist der Propeller näher an der Schiffshochachse angebracht als bei einem Schiff mit starrer und geradliniger Antriebswelle. Deshalb „drückt“ bei Fahrt achteraus der Propellerstrahl an einem Druckpunkt mit einem Abstand der Länge {\displaystyle {\vec {r}}_{2}} gegen den Schiffsrumpf, der kleiner ist als bei dem Schiff mit starrer und geradliniger Antriebswelle. Somit ist auch das Drehmoment {\displaystyle {\vec {T}}_{2}} kleiner als das Drehmoment {\displaystyle {\vec {T}}_{1}}, das Heck wird weniger versetzt und damit der Radeffekt geringer.

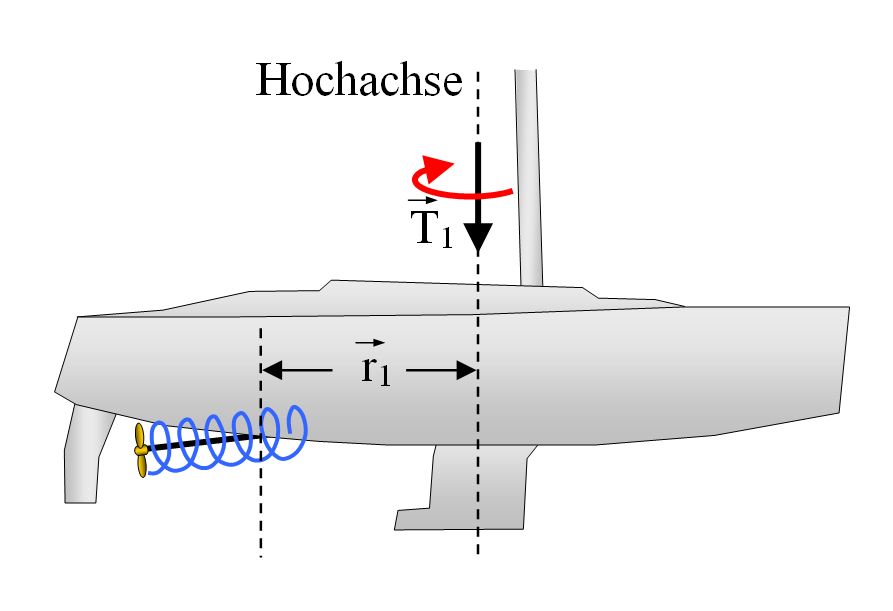
Radeffekt bei einem Schiff mit starrer und geradliniger Antriebswelle (L-Trieb)
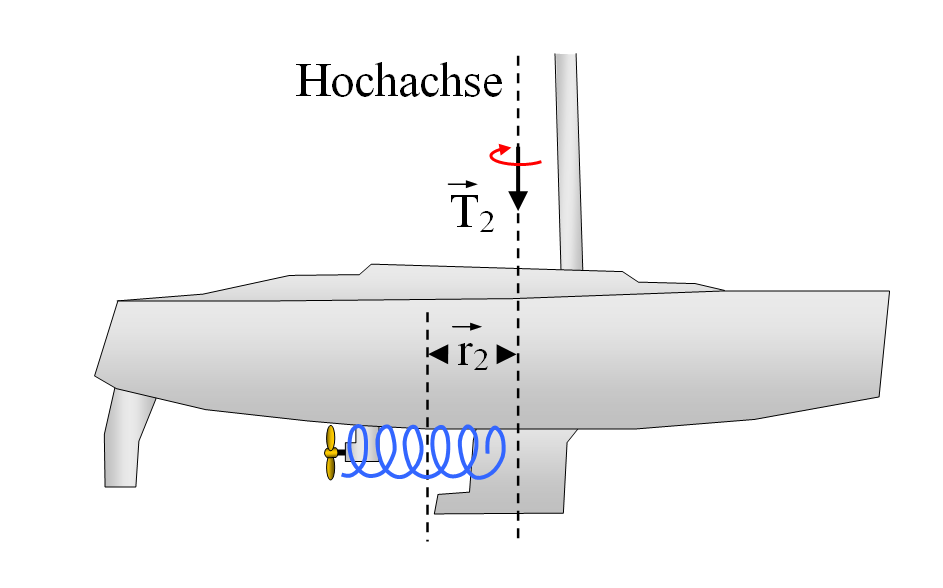
Radeffekt bei einem Schiff mit Saildrive
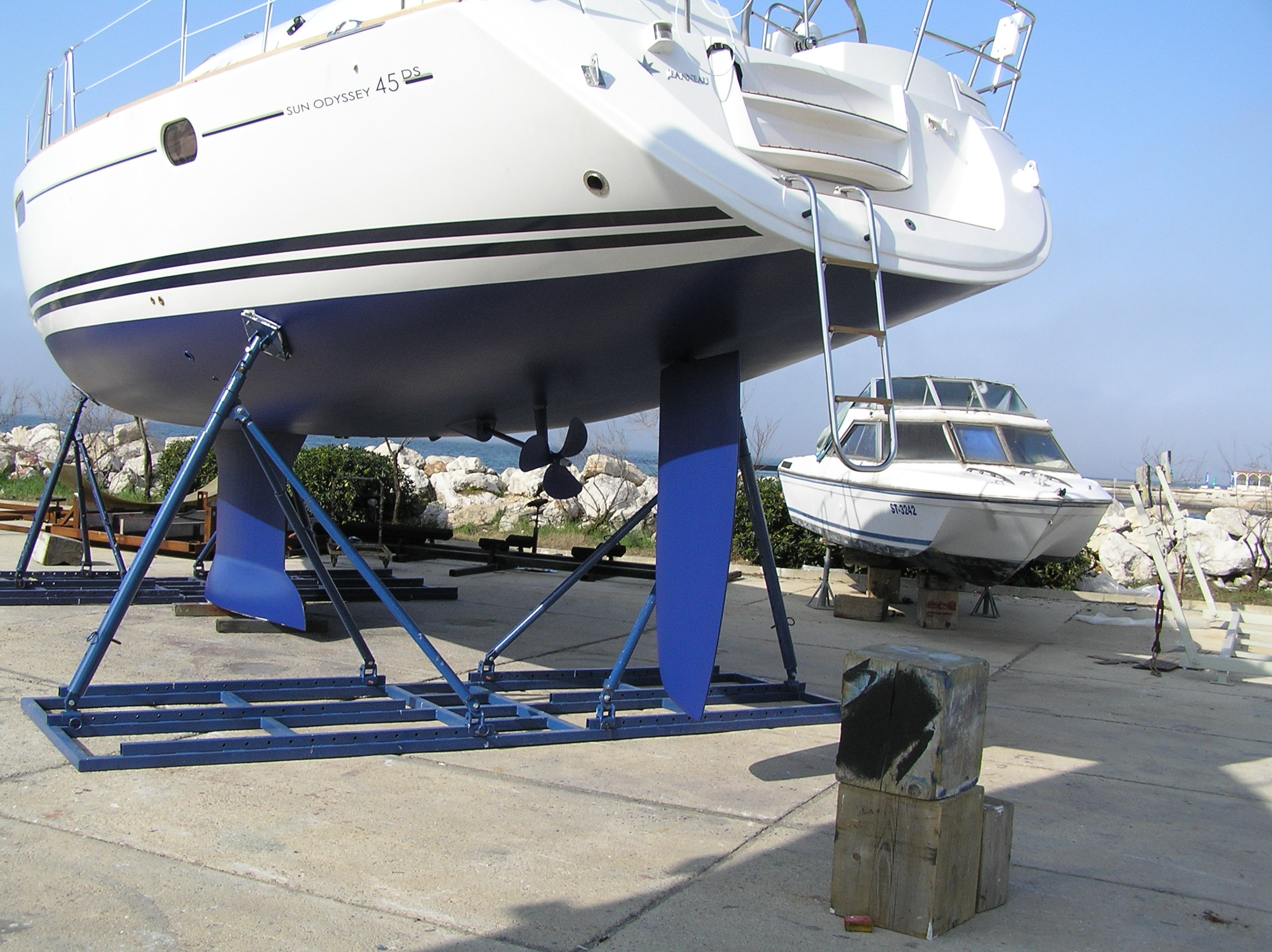
L-Trieb einer Sun Odyssey 45
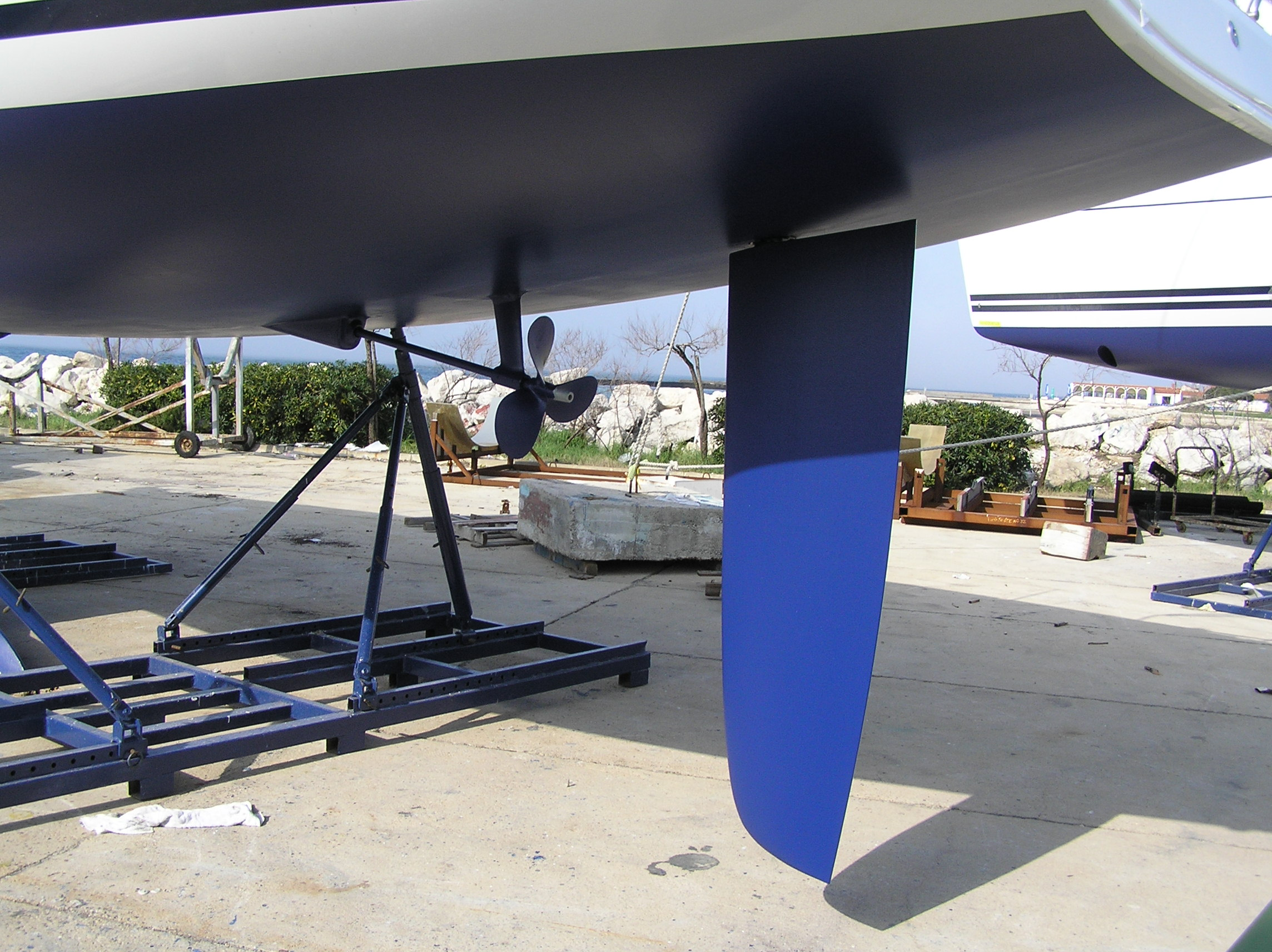
Detail: L-Trieb der Sun Odyssey 45
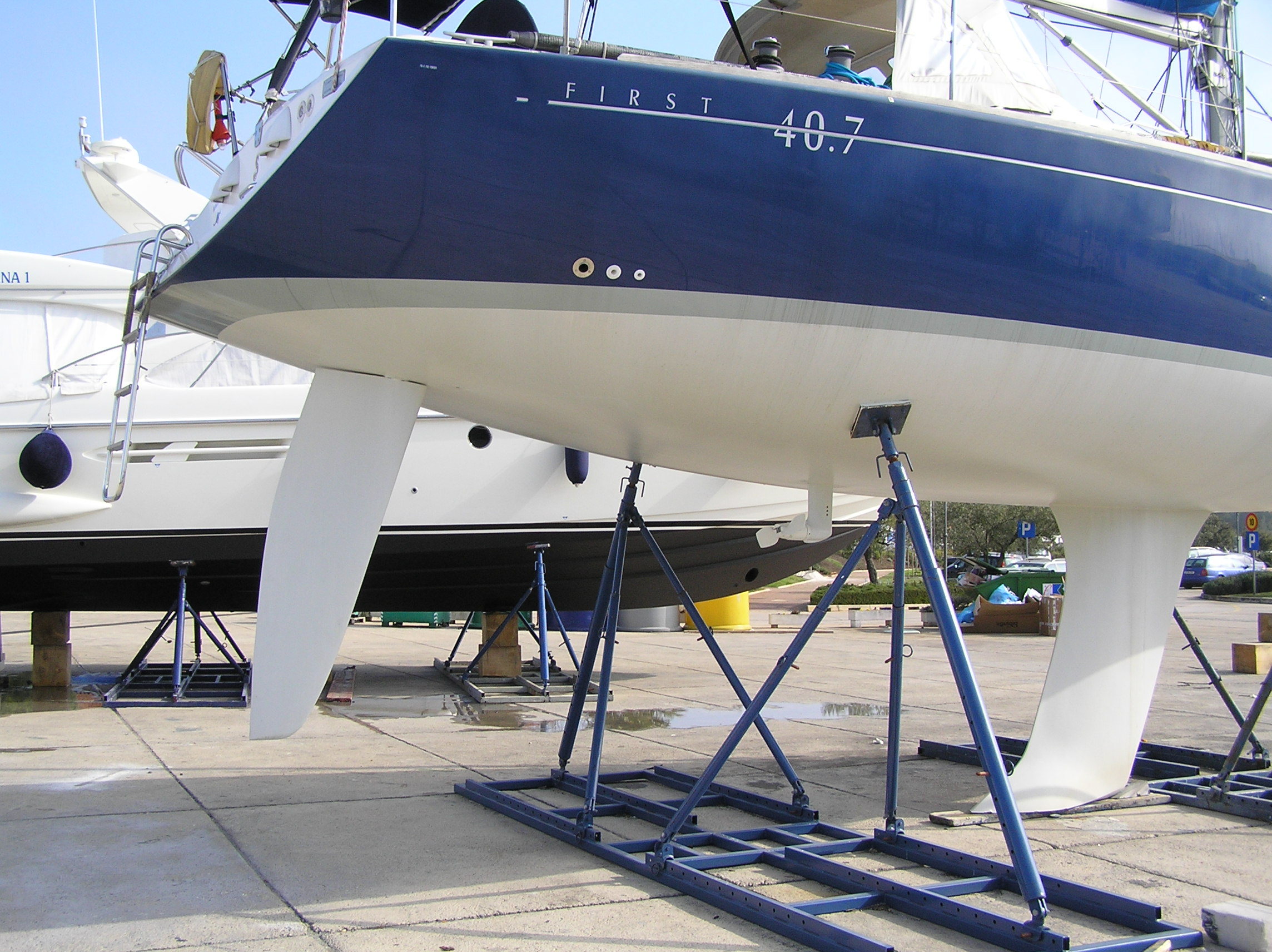
Saildriveantrieb einer First 40.7

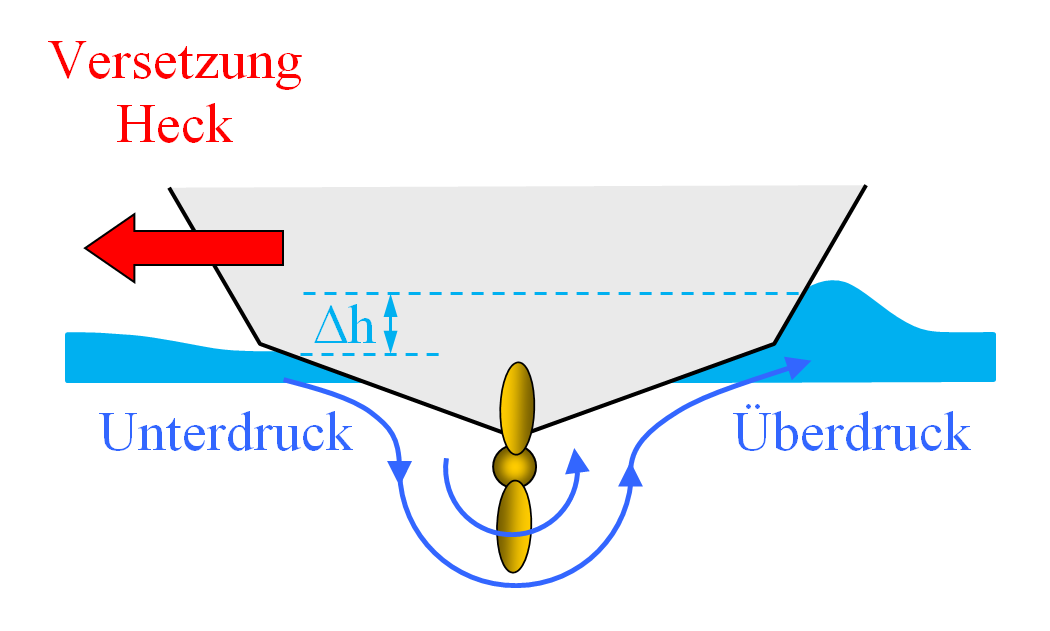
Verstärkung des Radeffekts durch Überdruckberg und Unterdrucktal (Blick von achtern)

Die rotierende Wassersäule, die durch den drehenden Propeller erzeugt wird, führt noch zu einem weiteren Effekt, der den Radeffekt zusätzlich verstärkt. Dort, wo sich das Wasser am Schiffsrumpf aufstaut, entsteht ein Überdruck, der das Wasser den Schiffsrumpf hinauf schiebt, so dass sich hier eine Art Wasserberg ergibt. Auf der gegenüberliegenden Seite, an der der Propeller das Wasser absaugt und ein Unterdruck entsteht, ergibt sich eine Art Wassertal. Zwischen dem Wasserberg auf der einen Seite und dem Wassertal auf der anderen Seite des Schiffsrumpfs ergibt sich eine Höhendifferenz Δh, so dass das Heck von Berg hinab zum Tal rutscht.

#### Fahrt voraus

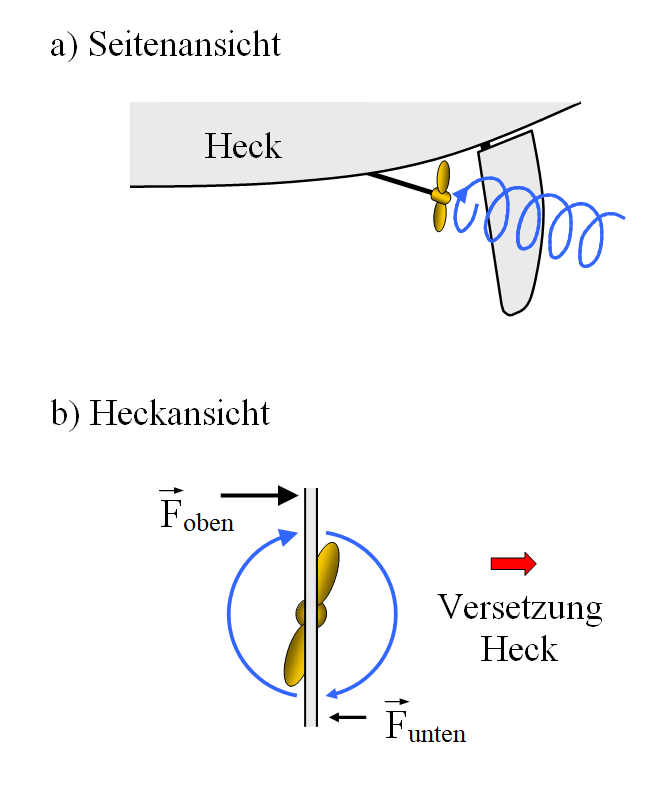
Radeffekt bei Vorwärtsfahrt durch Ruderblatt

Auch bei Fahrt voraus tritt der Radeffekt auf, er ist jedoch wesentlich geringer ausgeprägt als bei Fahrt achteraus. Zum einen wirkt bei Fahrt voraus der achteraus gerichtete Propellerstrahl aufgrund des „hinten“ angeordneten Propellers auf eine wesentlich kleinere Fläche des Bootsrumpfes als bei Rückwärtsfahrt.
Des Weiteren weist zwar auch das von dem Propeller angesaugte Wasser einen Drall auf, jedoch ist ein angesaugter Wasser„strahl“ deutlich ungerichteter als der Propellerstrahl, es gibt praktisch keinen „Ansaugstrahl“. Es trifft somit bei Fahrt voraus deutlich weniger in Drall versetztes Wasser auf den Schiffsrumpf auf als bei Fahrt achteraus.
Zum anderen trifft bei Fahrt voraus der achteraus gerichtete Propellerstrahl auf das Ruderblatt. Bereits unmittelbar nach Einkuppeln der Antriebswelle, d. h. noch ohne Fahrt voraus, wird das Ruderblatt von dem starken Propellerstrahl angeströmt, so dass das Schiff bereits manövrierfähig ist, obwohl es noch keine Fahrt aufgenommen hat. Dem Radeffekt kann somit sofort durch die Steuerung der Ruderlage entgegengewirkt werden.
Bei Fahrt voraus hat jedoch nicht nur die Form des Rumpfes, sondern zusätzlich auch die Form des Ruderblattes Einfluss auf den Radeffekt. So verjüngt sich ein Ruderblatt eines Halb- oder Vollschweberuders, wie es vor allem in der Großschifffahrt oder bei Yachten verwendet wird, nach unten. Demzufolge setzt das Ruderblatt dem Propellerstrahl im unteren Bereich eine geringere Fläche und damit einen geringeren Widerstand entgegen. Die bei einem rechtsgängigen Propeller im oberen Bereich des Ruderblattes nach Steuerbord gerichtete Kraft {\displaystyle {\vec {F}}_{\text{oben}}} des Propellerstrahls ist somit größer als die im unteren Bereich des Ruderblattes nach Backbord gerichtete Kraft {\displaystyle {\vec {F}}_{\text{unten}}}, so dass das Heck insgesamt nach Steuerbord versetzt wird.

#### Umstellung von Fahrt voraus nach Fahrt achteraus
Wird bei Fahrt voraus der Propeller auf Rückwärts umgestellt, setzt nicht sofort der starke Radeffekt der Fahrt achteraus ein. Vielmehr muss der nun nach vorne gerichtete Propellerstrahl zunächst den entgegengesetzten Fahrtstrom überwinden. Sobald der Propellerstrahl den Fahrtstrom überwiegt, setzt der Radeffekt der Rückwärtsfahrt ein und versetzt das Heck entsprechend.

### Schiff mit zwei Propellern
Bei einem Schiff mit zwei Propellern wird üblicherweise ein linksgängiger Propeller mit einem rechtsgängigen Propeller kombiniert. Somit hebt sich der Radeffekt beider Propeller auf, wenn beide vorwärts oder beide rückwärts drehen.
Dreht sich hingegen ein Propeller rückwärts und der andere langsam vorwärts, wirkt der Radeffekt beider Propeller in dieselbe Richtung. Im Beispiel des nebenstehenden Bildes ganz rechts dreht sich der Backbord-Propeller rückwärts und der Steuerbord-Propeller langsam vorwärts, so dass sich das Schiff mit dem Heck über Steuerbord dreht, ohne dabei Fahrt aufzunehmen. Das Schiff dreht sich somit auf der Stelle, so dass dieses Manöver auch als „walking on her wheels“ bezeichnet wird.
Bei einem Duoprop sitzen zwei gegenläufig drehende Propeller auf einer Achse. Damit ergeben sich zwei gegenläufige Radeffekte, die in Längsachse geringfügig versetzt zueinander ausgerichtet sind, so dass sich der Radeffekt der beiden Propeller nahezu aufhebt.

## Wirkung des Radeffektes
Ein rechtsgängiger Festpropeller dreht im Vorwärtsgang rechtsherum (im Uhrzeigersinn), und im Rückwärtsgang linksherum (im Gegenuhrzeigersinn). Der Radeffekt versetzt dann das Heck eines Schiffes bei Fahrt voraus nach Steuerbord (rechts) und bei Fahrt achteraus (rückwärts) nach Backbord (links).
Im Gegensatz dazu dreht ein linksgängiger Festpropeller im Vorwärtsgang linksherum (im Gegenuhrzeigersinn), und im Rückwärtsgang rechtsherum (im Uhrzeigersinn). Bei diesem Propellertyp versetzt der Radeffekt das Heck des Schiffes bei Fahrt voraus nach Backbord und bei Fahrt achteraus nach Steuerbord.

### Einfluss des Radeffektes auf ein Schiff mit rechtsgängigem Propeller bei Fahrt achteraus

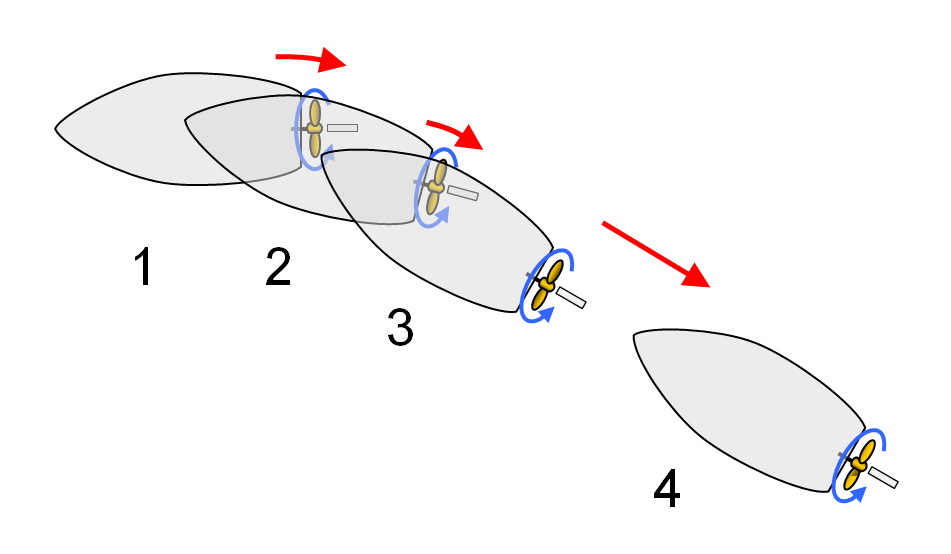
Einfluss des Radeffektes auf ein Schiff mit rechtsgängigem Propeller bei Fahrt achteraus

Wird bei stehendem Schiff und Ruderlage geradeaus ein Schub rückwärts gegeben (Position 1), zieht der Radeffekt das Heck des Schiffes, trotz Geradeaus-Ruderlage, nach Backbord (Position 2). Sobald das Schiff Fahrt nach achtern aufgenommen hat, wird das Ruderblatt durch das von achtern „auftreffende“ Wasser angeströmt (Position 3). Erst jetzt überwiegt die Wirkung des Ruders, der Radeffekt spielt nur noch eine untergeordnete Rolle, so dass das Schiff der Ruderlage folgt und gerade achteraus fährt. (Hinweis: Zur besseren Erkennbarkeit sind in der Figur die Positionen 1 bis 3 etwas auseinandergezogen, in Wirklichkeit dreht das Schiff nahezu auf der Stelle.)
Soll z. B. in einem engen Kanal oder einem engen Hafenbecken rückwärts angefahren werden, muss das Schiff zuvor etwas schräg gestellt werden (durch Ruderlage und kurzen Schub vorwärts). Der Radeffekt zieht dann das Schiff wieder parallel zum Kanal oder Hafenbecken und sobald das Schiff Fahrt achteraus aufgenommen hat, fährt das Schiff parallel zum Kanal oder Hafenbecken rückwärts.
Des Weiteren beeinflusst bei Kurvenfahren rückwärts der Radeffekt den Wendekreis. So hat bei einem rechtsgängigen Propeller ein Kreis über Backbord einen kleineren Durchmesser als über Steuerbord. Denn soll ein Kreis rückwärts über Steuerbord gefahren werden, dreht der Radeffekt das Heck zunächst nach Backbord. Erst wenn das Schiff Fahrt aufgenommen hat, dreht die Ruderlage das Heck nach Steuerbord.

### Drehen des Schiffes mit rechtsgängigem Propeller auf engstem Raum

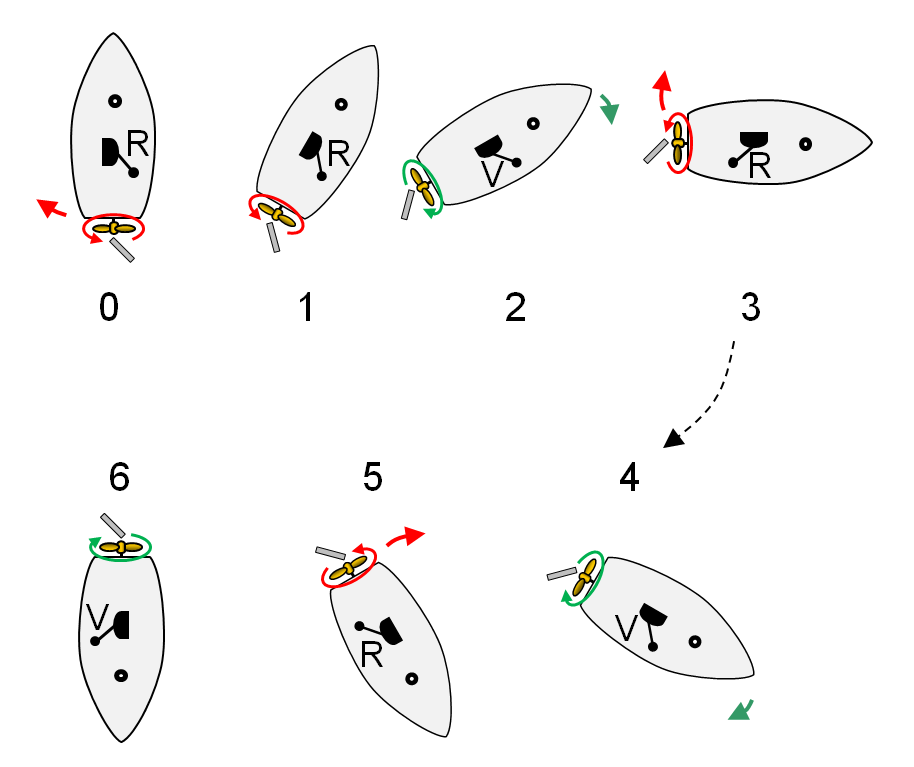
Drehen des Schiffes mit rechtsgängigem Propeller „auf dem Teller“

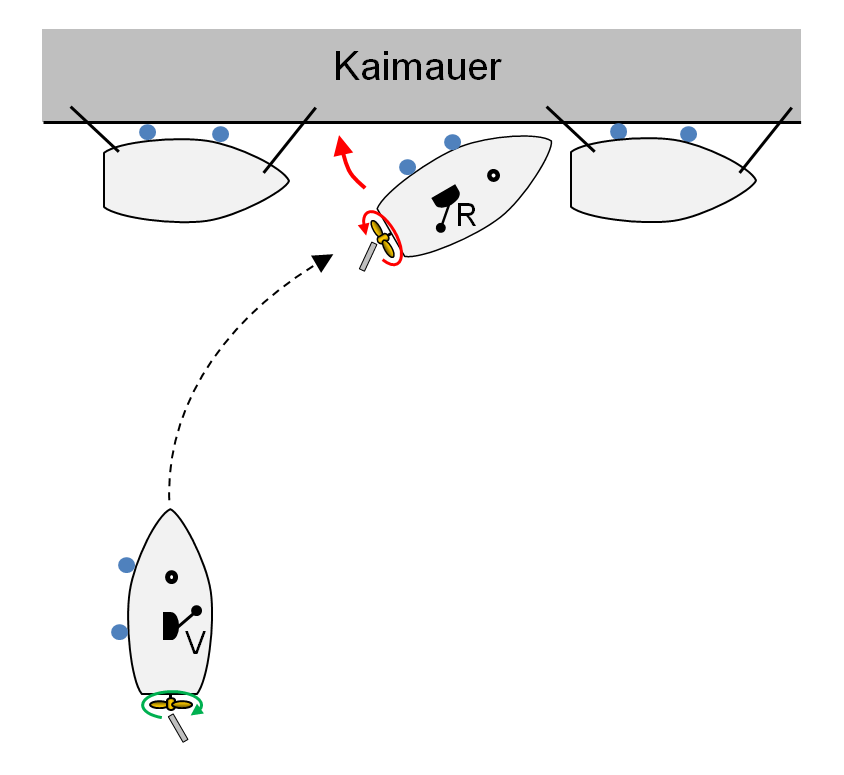
Seitliches Anlegen an eine Kaimauer

Soll das Schiff auf der Stelle gedreht werden, wird das Manöver „Wenden auf engstem Raum“ verwendet, das auch als „Drehen auf dem Teller“ bezeichnet wird. Dieses Manöver wird durch den Radeffekt wesentlich unterstützt (siehe Bild):
- 0: Ausgangslage: Einen „kräftigen“ Schub rückwärts geben. Der Radeffekt zieht das Heck nach Backbord in Position 1. Das Ruder muss spätestens am Ende von Position 1 nach hart Steuerbord gelegt werden. Bis dahin nimmt das Schiff keine Fahrt auf und hat die Ruderlage bei rückwärts drehendem Propeller zunächst keinen Effekt. Die Ruderlage nach hart Steuerbord wird anschließend bis zum Ende des Manövers bei Position 6 nicht mehr verändert.
- 2: Sobald das Schiff Fahrt rückwärts aufnehmen will, einen Schub vorwärts geben, bis der Bug des Schiffes nach Steuerbord dreht.
- 3: Jetzt wieder einen „kräftigen“ Schub rückwärts geben, bis das Schiff Fahrt rückwärts aufnehmen will.
- 4: Dann wieder einen Schub vorwärts geben, bis der Bug des Schiffes nach Steuerbord dreht.

Hinweis: Das Schiff dreht sich zwar, bewegt sich aber ansonsten in den Positionen 0 bis 6 nicht von der Stelle. Zur besseren Übersicht sind die Abbildungen des Schiffs in der Skizze jedoch auseinandergezogen dargestellt.
Der Wechsel von Schub rückwärts nach Schub vorwärts und umgekehrt wiederholt sich so lange, bis das Schiff in Position 6 angekommen ist.
Ein Drehen des Schiffes auf engstem Raum über Backbord, d. h. mit Ruderlage nach Backbord, wird nicht zum Erfolg führen. In diesem Fall wirken Radeffekt und Ruderlage entgegen, so dass das Schiff hin und her pendelt, sich aber nicht dreht.

### Seitliches Anlegen an eine Kaimauer
Soll seitlich an eine Kaimauer in eine enge Lücke beispielsweise zwischen zwei Schiffen angelegt werden, wird im spitzen Winkel vorwärts auf die Kaimauer zugefahren. Als Anlegeseite wird dabei die Seite des Schiffes gewählt, in die der Radeffekt das Heck bei Fahrt achteraus (beim Abstoppen) versetzt (die sogenannte Schokoladenseite). Bei einem rechtsgängigen Propeller also mit der Backbord-Seite, wie in der nebenstehenden Abbildung dargestellt.
Kurz vor der Kaimauer, noch mit leicht schräg stehendem Schiff, wird ein „kräftiger“ Schub rückwärts gegeben, so dass das Schiff aufstoppt (anhält) und der Radeffekt das Heck an die Kaimauer „zieht“, das Schiff liegt parallel zur Kaimauer. Der Radeffekt unterstützt somit das Anlegemanöver in besonders vorteilhafter Weise, beispielsweise das Eindampfen in die Vorspring.

## Irrtümliche Beschreibungen

### Höhere Dichte in der Tiefe
Eine verbreitete aber dennoch irrtümliche Auffassung erklärt den Radeffekt mit unterschiedlicher Dichte des Wassers an dem Propeller. Aufgrund der im unteren Drehbereich des Propellers größeren Wassertiefe soll dort eine höhere Dichte des Wassers und damit ein höherer Wasserwiderstand herrschen. Unten am Propeller also ein höherer Wasserwiderstand als oben, wodurch der Propeller im unteren Bereich fast wie auf dem Erdboden „festgehalten“ wird und abrollt.
Der Wasserwiderstand des Propellers hängt tatsächlich von der Dichte des Wassers ab. Allerdings ist Wasser eine inkompressible Flüssigkeit und ändert seine Dichte und damit sein Volumen auch bei hohem Druck nur unwesentlich. So erhöht sich die Dichte von Wasser bei einem Druck von 1 Mio. hPa (etwa 1000 bar), d. h. in einer Tiefe von 10 km, nur um 5 %. Im Bereich der Abmessungen von Schiffspropellern ist die Dichte somit praktisch unabhängig von der Wassertiefe. Überall am Propeller ist deshalb die Dichte und damit der Wasserwiderstand gleich groß, d. h. im unteren Drehbereich genauso groß wie im oberen.
Diese irrtümliche Beschreibung, dass der Propeller auf „dem Grund wie ein Rad abrollt“, wird gerne als Eselsbrücke verwendet, um sich ohne längere Überlegung herzuleiten in welche Richtung der Radeffekt bei rechts- oder linksdrehenden Propeller in Vorwärts- oder Rückwärtsfahrt wirkt. Allerdings kann als Eselsbrücke ebenso die „richtige“ Beschreibung der drehenden Wassersäule verwendet werden, die einmal an Backbord und einmal an Steuerbord auf das Heck trifft und damit das Heck nach Backbord bzw. Steuerbord versetzt.

### Höherer Druck in der Tiefe
Eine andere irrtümliche Erklärung zieht statt der Dichte den unterschiedlichen hydrostatische Druck zur Erklärung des Radeffektes heran, da der Wasserdruck deutlich stärker von der Wassertiefe abhängt als die Dichte des Wassers. Bei einem Propeller einer Yacht mit 30 cm Durchmesser ist der Druckunterschied zwischen der äußeren Spitze im oberen und der äußeren Spitze im unteren Drehbereich 30 hPa (etwa 30 mbar). Das ist selbst bei einem relativ kleinen Propeller deutlich spür- und messbar.
Aber auch das erklärt nicht den Radeffekt, denn der Widerstand, den der Propeller für seine Drehung durch das Wasser überwinden muss, ist gar nicht vom Wasserdruck, sondern von der Dichte des Wassers abhängig. Egal wie groß der Druckunterschied am Propeller auch sein mag, er hat keinen Einfluss auf den Wasserwiderstand und erzeugt damit nicht den Radeffekt.

### Einfluss des Grundes
Häufig geäußert wird auch die Ansicht, dass der Propeller die Nähe des Grundes „spürt“ und wie ein Rad auf dieser „Bodennähe“ abrollt. Hier liegt tatsächlich ein Körnchen Wahrheit, denn die durch den Propeller in Drehung versetzte Wassersäule wird durch die Nähe des Grundes beeinflusst. Ähnlich der Grundsee, bei der ab einer gewissen Wassertiefe die Unterseite der Wasserwellen durch den Boden abgebremst wird und die Wellen an ihrer Oberseite brechen, bremst der nahe Grund die Unterseite der rotierenden Wassersäule des Propellers. Bei Wasserwellen tritt dieser Effekt ab einer Wassertiefe auf, die der siebenfachen Wellenlänge der Wasserwellen entspricht. Bei einer Wasserwelle mit einem Meter Wellenlänge somit bei einer Wassertiefe von weniger als sieben Meter.
Allerdings ist die Wellenlänge der Wasserwellen erheblich größer als die der rotierenden Wassersäule des Propellers. Bei 1200 Umdrehungen pro Minute, d. h. 20 Umdrehungen pro Sekunde, liegt die Wellenlänge der rotierenden Wassersäule im Zentimeterbereich, d. h. die rotierende Wassersäule „spürt“ den Grund erst, wenn er ihr schon mit weniger als einem Meter gefährlich nahegekommen ist. Der Radeffekt tritt jedoch auch in sehr tiefen Gewässern und auch mitten auf dem Meer auf, bei denen der Grund „sehr weit weg“ ist. Der Einfluss des Grundes auf die rotierende Wassersäule ist somit ein Effekt, der zwar zu einem kleinen Teil zum Radeffekt beiträgt, aber nicht dessen eigentliche Ursache ist.

### Änderung des Drehimpulses rotierender Teile im Schiff
Eine weitere Hypothese geht davon aus, dass der Radeffekt beim Gasgeben oder Gaswegnehmen des Bootsmotors auftritt. Gasgeben oder Gaswegnehmen bewirkt eine Änderung der Drehzahl des Antriebssystems, d. h. der Motorwelle, der Antriebswelle und des Propellers, und damit eine Änderung dessen Drehimpulses {\displaystyle {\vec {L}}_{\text{Antrieb}}}. Ergibt sich dadurch aber nun ein Drehmoment {\displaystyle {\vec {T}}} des Schiffes um die Schiffshochachse und damit der Radeffekt? Ist also das Drehmoment {\displaystyle {\vec {T}}} senkrecht auf dem sich ändernden Drehimpuls {\displaystyle {\vec {L}}_{\text{Antrieb}}}? Nein, denn die Änderung des Drehimpulses {\displaystyle {\vec {L}}_{\text{Antrieb}}} und das Drehmoment {\displaystyle {\vec {T}}} sind gleich, d. h. vor allem parallel zueinander und nicht senkrecht aufeinander. Das Heck wird dadurch somit weder nach Backbord noch nach Steuerbord versetzt.
Aber: eine Erhöhung oder Verminderung der Drehzahl des Bootsmotors führt zu einer Bewegung des Bootsrumpfes. Diese muss jedoch aufgrund der Erhaltung des Drehimpulses, genau entgegengesetzt zur Drehzahländerung des Bootsmotors bzw. der Welle und damit um seine Schiffslängsachse (Rollachse) erfolgen. Erhöht man z. B. bei einem im Gegenuhrzeigersinn drehenden Propeller die Drehzahl, dreht sich das Schiff um seine Schiffslängsachse im Uhrzeigersinn, also in entgegengesetzter Richtung.
Gibt der Steuermann/die Steuerfrau Gas (Füllung) oder nimmt Gas weg, dreht sich das Schiff kurzfristig um die Schiffslängsachse. Und zwar so lange, bis der Propeller wieder eine konstante Drehzahl erreicht hat, bis sich der Drehimpuls {\displaystyle {\vec {L}}_{\text{Propeller}}} also nicht mehr ändert.
Ein anschauliches Beispiel für die Erhaltung des Drehimpulses ist ein Hubschrauber. Bei einem Hubschrauber muss die Drehung des Rotors kompensiert werden, damit der Rumpf des Hubschraubers nicht in eine Drehung versetzt wird, die entgegengesetzt zur Drehrichtung des Rotors ist. Diese Kompensation erfolgt in der Regel durch den Heckrotor, der die Drehung des Rumpfes verhindert. Die Kompensation könnte auch durch zwei übereinander angeordnete Rotoren erfolgen, wobei ein Rotor linksherum und ein Rotor rechtsherum dreht. Bei Einkuppeln des Rotors, also bei einer Änderung des Drehimpulses in senkrechter Richtung, erfolgt jedoch keine Drehung des Hubschraubers um die Längsachse des Hubschraubers, also in horizontaler Richtung, wie es bei der genannten Hypothese der Fall sein müsste.

### Das Antriebssystem als Kreisel
Das drehende Antriebssystem aus Motorwelle, Antriebswelle und Propeller wirkt wie ein Kreisel, der um seine Achse rotiert. Wird der Kreisel um seine Achse in Drehung versetzt, führt er, sobald seine Achse nicht mehr senkrecht steht, zusätzlich eine taumelnde Bewegung durch, die sog. Präzession.
Doch auch wenn man das drehende Antriebssystem eines Schiffes als Kreisel auffasst, das unter dem Einfluss einer äußeren Kraft eine Präzession durchführt, lässt sich dadurch der Radeffekt nicht erklären.
In der nebenstehenden Abbildung ist ein Schiff dargestellt, dessen Propeller sich im Uhrzeigersinn dreht. Auf das Heck des Schiffes wirkt nun z. B. aufgrund des Propellersoges eine abwärts gerichtete Kraft {\displaystyle {\vec {F}}_{\text{ab}}}, die zu einem Drehmoment {\displaystyle {\vec {T}}} um die Schiffsquerachse führt. Der Drehimpuls {\displaystyle {\vec {L}}_{T}} des Drehmomentes und der Drehimpuls des Propellers {\displaystyle {\vec {L}}_{\text{Propeller}}} addieren sich zu einem Gesamtdrehimpuls {\displaystyle {\vec {L}}}, der das Heck des Schiffes nach Steuerbord versetzt. Dies würde also den Radeffekt erklären. Dreht sich aber der Propeller in entgegengesetzter Richtung, so ergibt sich ein Gesamtdrehimpuls {\displaystyle {\vec {L}}}, der das Heck des Schiffes ebenfalls nach Steuerbord versetzt. Bei einem im Gegenuhrzeigersinn drehenden Propeller versetzt jedoch der Radeffekt das Heck nach Backbord!